# Disopyramide
Le disopyramide est un antiarythmique de classe Ia utilisé pour le traitement médical des arythmies cardiaques. Il n'est plus guère utilisé, sauf cas particuliers, devant des arguments faisant penser qu'il augmente la mortalité.

## Mode d'action
Il bloque les canaux sodiques ce qui fait qu'il appartient à la classe Ia de la classification de Vaughan-Williams. Il a également des propriétés vagolytiques (comme l'atropine), permettant d'accélérer la fréquence cardiaque.

## Efficacité
Il réduit le risque de récidive d'une fibrillation atriale après cardioversion.
Lors d'une cardiomyopathie hypertrophique obstructive, il diminue les symptômes et le gradient de pression intraventriculaire.

## Effets secondaires
Il peut prolonger, sur l'électrocardiogramme, l'espace QT avec un risque de survenue de torsades de pointe. Il semble augmenter la mortalité.